# Tillandsia montana
Tillandsia montana är en gräsväxtart som beskrevs av Raulino Reitz. Tillandsia montana ingår i släktet Tillandsia och familjen Bromeliaceae. Inga underarter finns listade i Catalogue of Life.